# Orehovo (Észak-Macedónia)
Orehovo (macedónul: Орехово) település Észak-Macedóniában, a Pelagonijai körzet Bitolai járásában.

## Népesség
| Lakosok száma | 316  | 310  | 279  | 261  | 286  | 55   | 39   | 23   | 9    |
|               | 1948 | 1953 | 1961 | 1971 | 1981 | 1991 | 1994 | 2002 | 2021 |

2002-ben 23 lakosa volt, akik mindannyian macedónok.